# جان هيل
جان هيل (بالإنجليزية: Jean Hill)‏ (و. 1931 – 2000 م) هي مُدرسة من الولايات المتحدة الأمريكية .